# Maison natale de Franz Liszt
La maison Liszt de Raiding (en allemand : Liszthaus Raiding) est la maison natale de Franz Liszt. Située à Raiding, dans le Burgenland, en Autriche, elle est transformée en musée en 1979.
Une salle de concert, à côté de la maison, a été ouverte en 2006.

## Historique

### Jusqu'auxixesiècle
Le bâtiment en pierre a été construit au xvie siècle ; il faisait partie d'un domaine créé par von Guniafalva, un noble, et agrandi au milieu du xviie siècle par son gendre Johann Illesy. Le domaine a été acheté en 1805 par la famille Esterházy.
À cette époque, Raiding (en hongrois : Doborján) se trouvait dans le Royaume de Hongrie. Le bâtiment avait un toit en bardeaux de bois et comportait six pièces, une cuisine et une salle de fermentation du vin. Adam Liszt, père du compositeur, était intendant des moutons du domaine d'Esterházy ; il était également musicien, jouant du violoncelle dans l'orchestre du prince Esterházy,.
Le futur compositeur, fils unique d'Adam Liszt et de sa femme Maria Anna, y est né le 22 octobre 1811. Il a été baptisé le lendemain dans la ville voisine d'Unterfrauenhaid. Franz a reçu des leçons de musique de son père dès l'âge de six ans. Adam n'a pas pu obtenir de fonds pour l'éducation de Franz de la part de la famille Esterházy, et les Liszt ont déménagé à Vienne en 1822.

### Depuis lexxesiècle
En 1951, après deux ans de rénovation, le bâtiment, appelé Gedächtnisstätte (lieu de mémoire) a été officiellement inauguré. En 1971, Paul Esterházy, le dernier propriétaire de la famille Esterházy, a donné le bâtiment à la ville de Raiding,.
En 1979, le bâtiment a été rouvert en tant que musée. La salle de concert, à côté de la maison, le Lisztzentrum Raiding, a été ouverte en 2006. Sa capacité est d'environ 580 places et c'est le siège du Festival Liszt de Raiding. En 2011, pour le 200e anniversaire de la naissance de Liszt, le contenu et la technologie du musée ont été mis à jour,,.

## Galerie

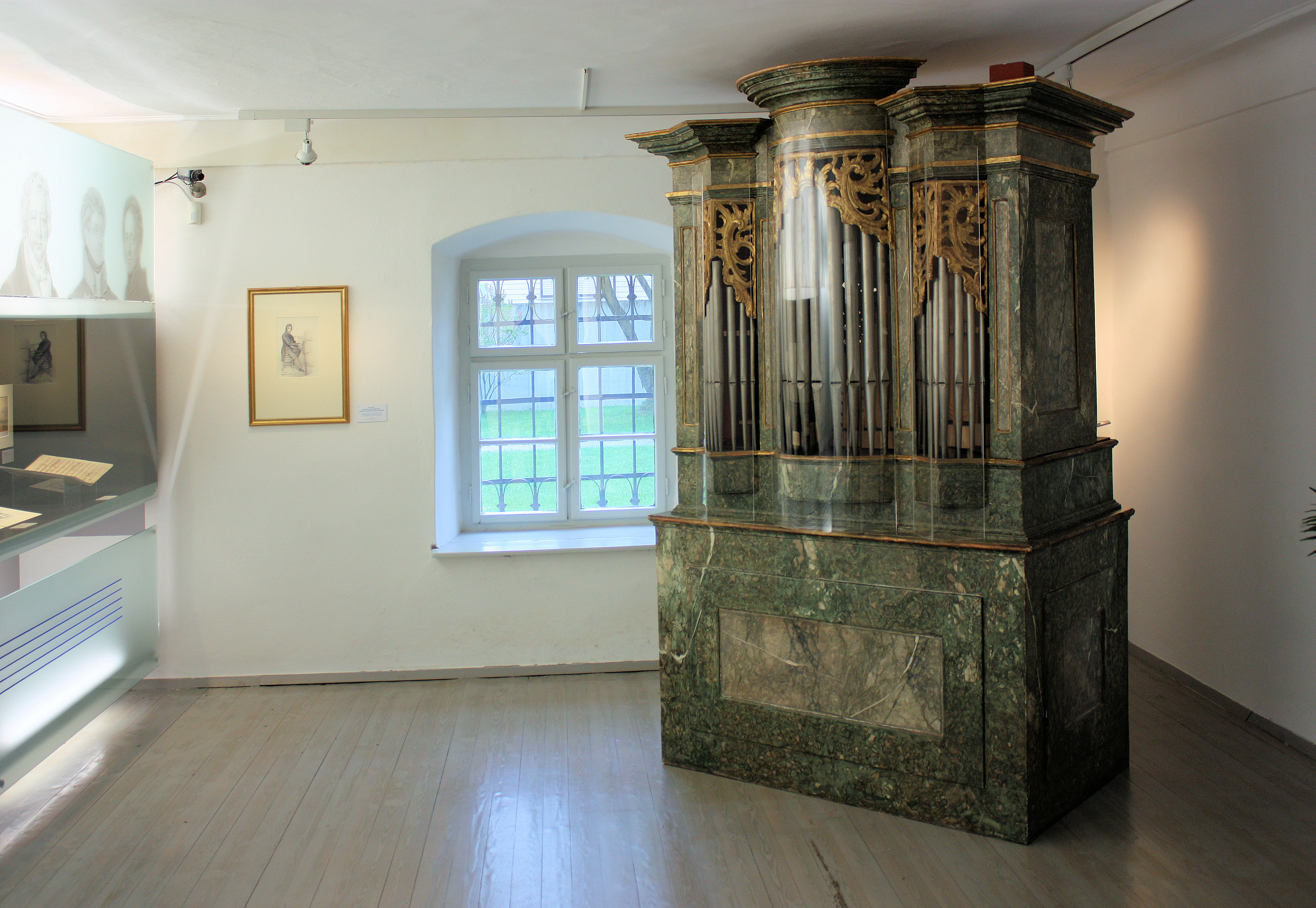
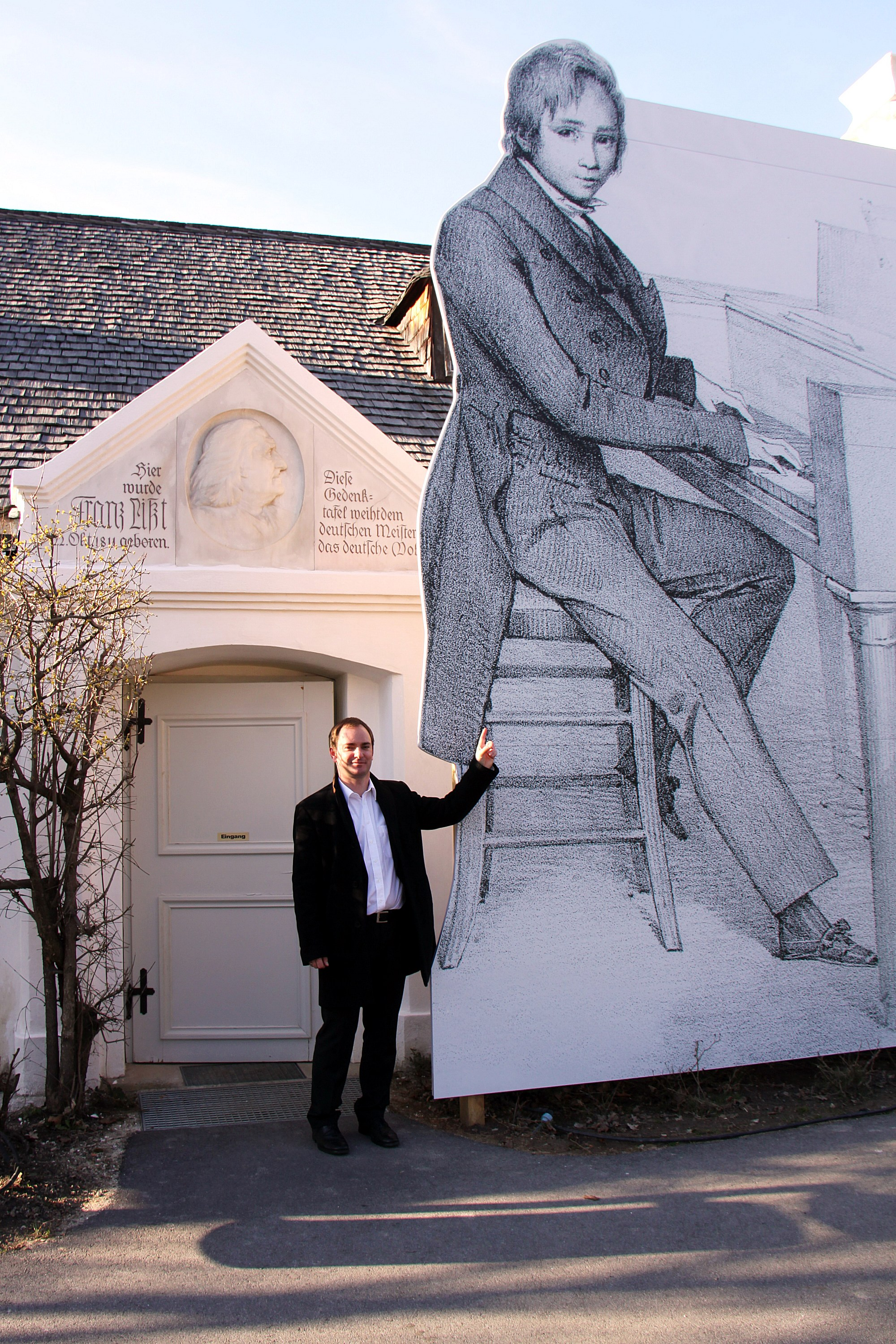
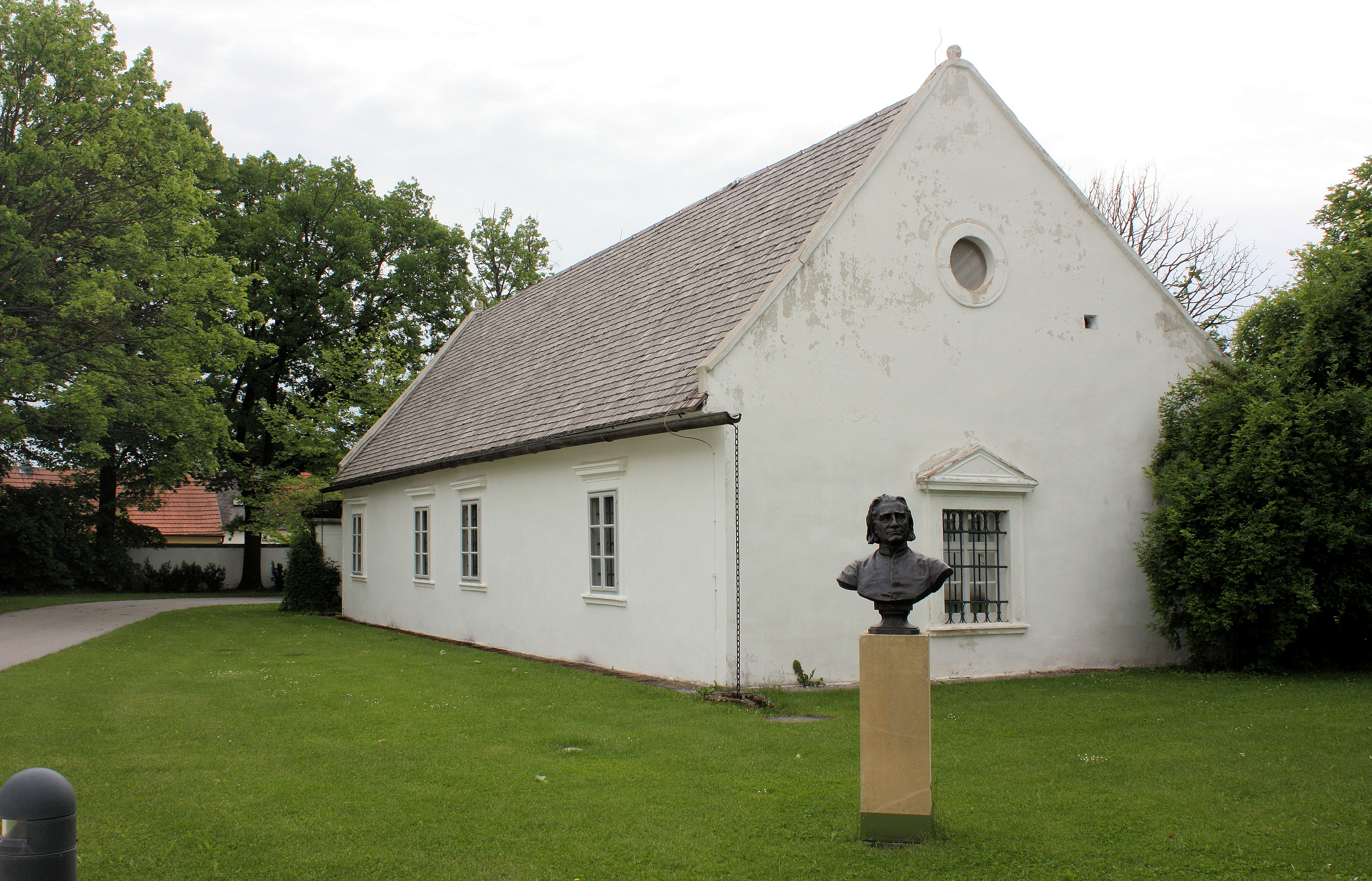
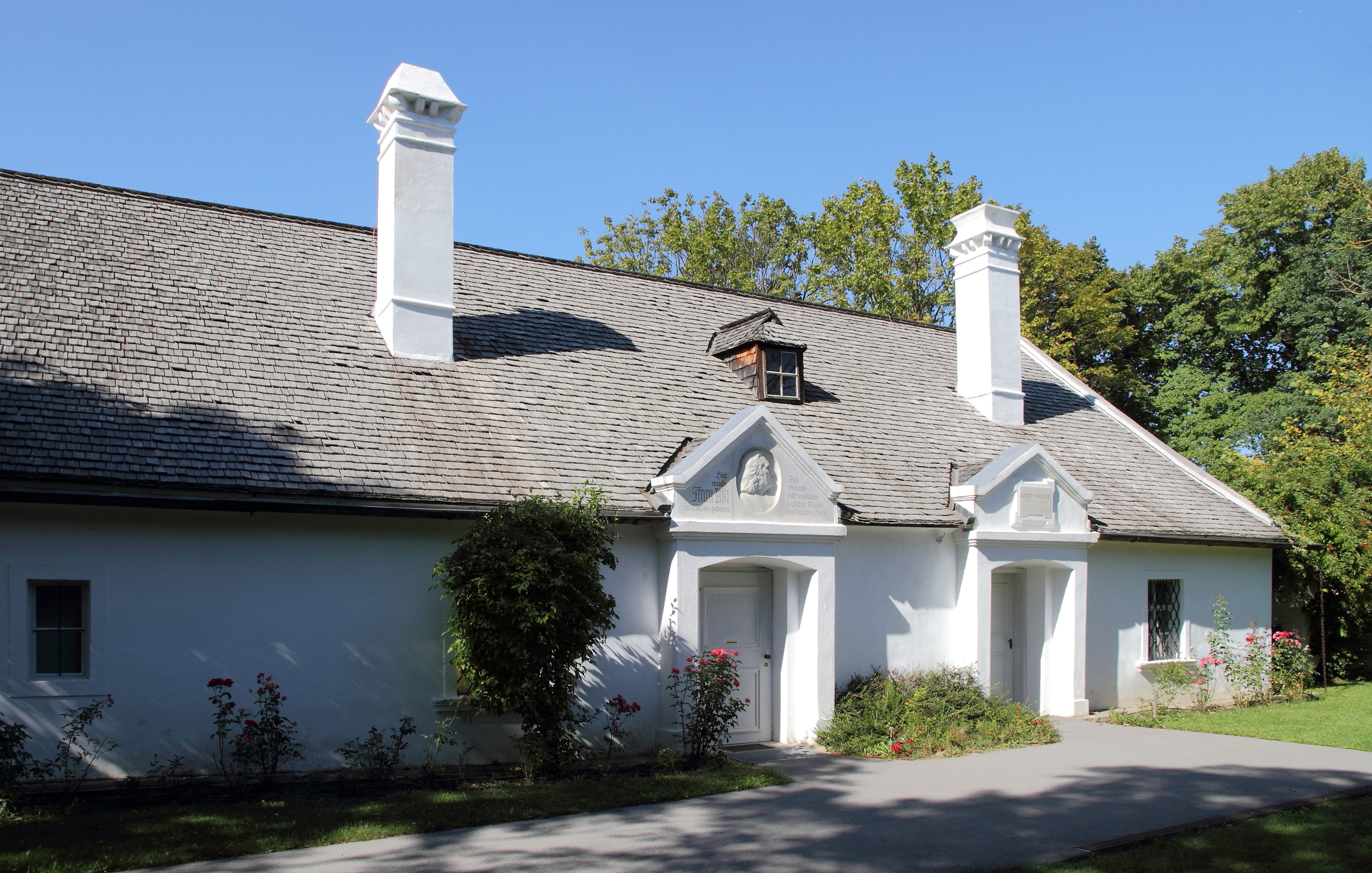
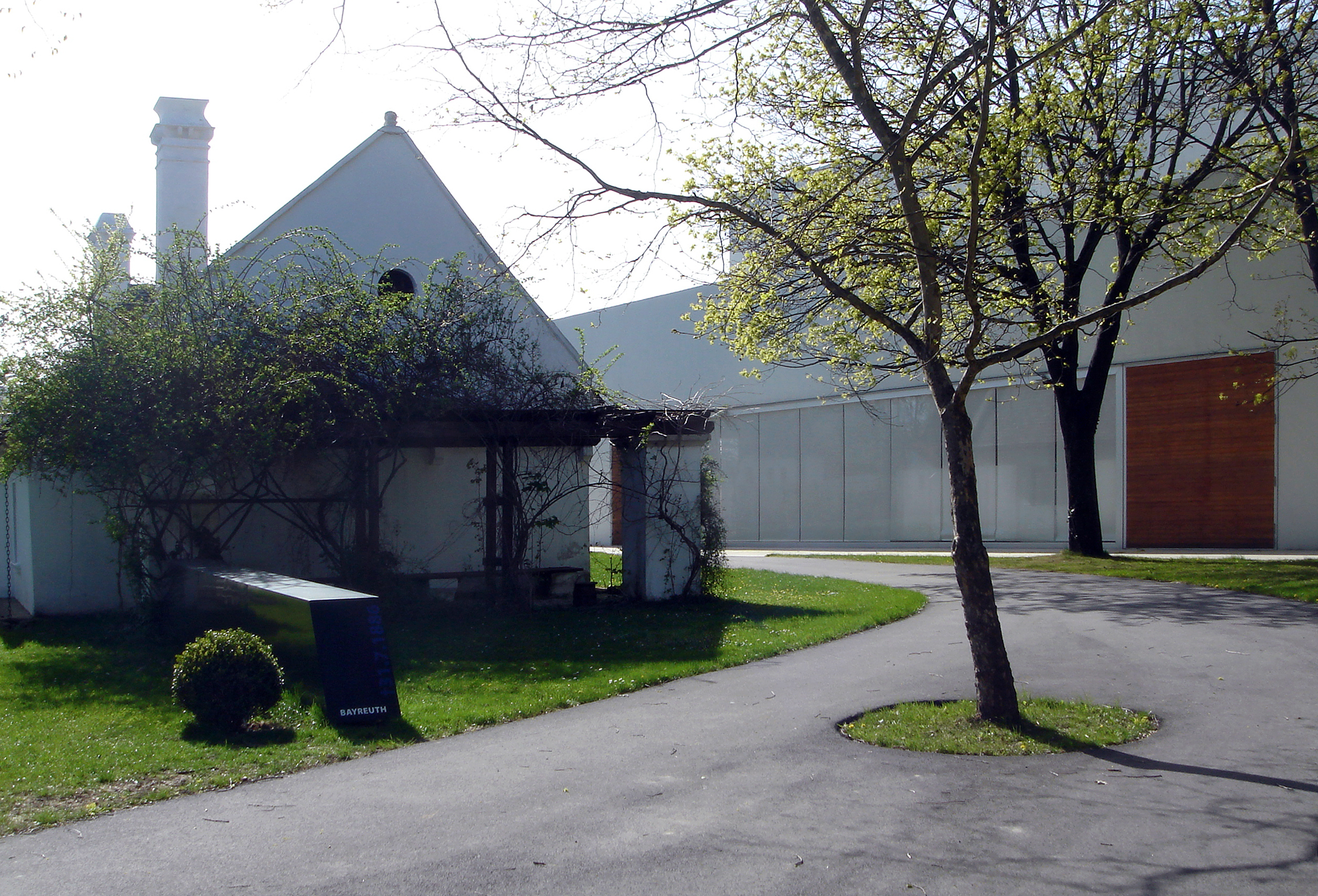